# Липатти, Дину
Ди́ну Липа́тти (рум. Dinu Lipatti; 19 марта 1917, Бухарест — 2 декабря 1950, Женева) — румынский классический пианист. Его карьера была трагически прервана в тридцать три года смертью, последовавшей от лимфогранулематоза. Несмотря на столь краткую карьеру и относительно небольшой архив звукозаписей, немало специалистов до сих пор считают его одним из лучших пианистов XX столетия.

## Биография
Липатти родился в Бухаресте в музыкальной семье: отец был скрипачом, учеником Пабло де Сарасате и Карла Флеша, мать — пианисткой. Крёстным отцом Дину согласился быть знаменитый скрипач и композитор Джордже Энеску. Учился в Национальном колледже Георгия Лазаря, одновременно в течение трёх лет занимался фортепиано и композицией у Михаила Жоры. Затем посещал Бухарестскую консерваторию; занимался у Флорики Музическу, в том числе частным образом. В июне 1930 в Бухарестской опере состоялся концерт лучших учеников консерватории, на котором исполнение Липатти фортепианного концерта Грига было встречено бурной овацией. В 1932 Липатти удостоился премий за свои сочинения — сонатину для фортепиано и сонатину для скрипки и фортепиано, а также гран-при за симфоническую сюиту «Цыгане».
В 1933 году на международном конкурсе пианистов в Вене Липатти разделил второе место с Тарасом Микишей, уступив Болеславу Кону; в знак протеста Альфред Корто вышел из состава жюри. Впоследствии Липатти учился в Париже в Нормальной школе музыки под руководством Альфреда Корто и Нади Буланже, с которой сделал запись нескольких вальсов И. Брамса; также занимался композицией с Полем Дюка и дирижированием с Шарлем Мюншем. 20 мая 1935 сыграл свой дебютный концерт. В память о П. Дюка, умершем за три дня до концерта, Липатти открыл его хоралом Баха «Jesus bleibet meine Freude» в транскрипции Майры Хесс.
С началом Второй мировой войны Липатти продолжал давать концерты на оккупированных нацистами территориях. В 1943 Липатти вынужден был бежать из родной Румынии вместе со своей будущей женой, пианисткой Мадлен Кантакюзен, урожденной Даннхауэр (1908—1983), и обосновался в Женеве, где занял должность профессора по классу фортепьяно в консерватории. К этому времени обнаружились первые признаки его болезни. Поначалу доктора были сбиты с толку, но в 1947 был поставлен диагноз — лимфогранулематоз (в англоязычном мире известен как болезнь Ходжкина). После войны выступления Липатти становились всё более редкими. На некоторое время его состояние улучшилось благодаря инъекциям кортизона (тогда экспериментальным) и сотрудничеству с Вальтером Легге, который осуществил большинство записей пианиста.
Свой прощальный (и записанный) концерт Липатти дал на фестивале в Безансоне 16 сентября 1950 года. Несмотря на серьёзную болезнь и высокую температуру, он блестяще исполнил Первую партиту Баха, ля-минорную сонату Моцарта, два экспромта Шуберта, все (кроме одного) вальсы Шопена в собственной последовательности. Решив из-за крайнего измождения не играть последний вальс (№ 2, ля-бемоль мажор), он заменил его хоралом Баха, с которого когда-то началась его профессиональная карьера.
Менее чем через три месяца Липатти не стало. Он похоронен на небольшом кладбище под Женевой; рядом спустя тридцать два года была похоронена его вдова.

## Творчество

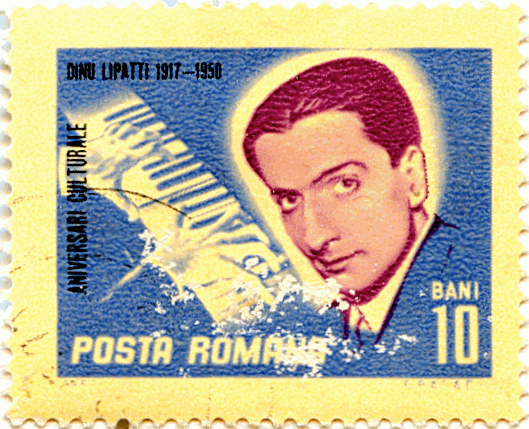
Дину Липатти. Почтовая марка Румынии 1967 год.

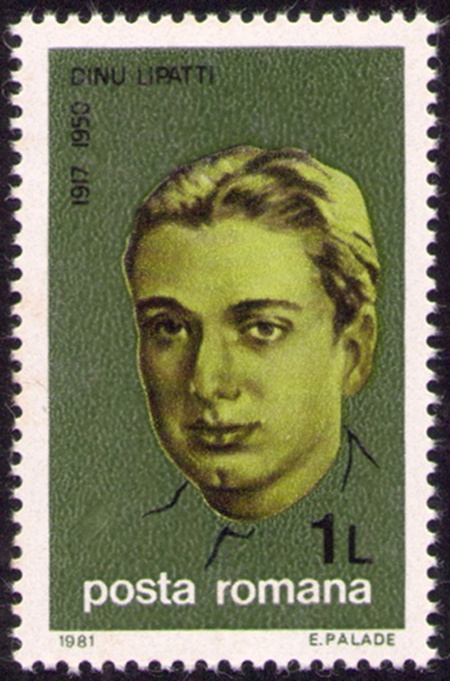
Дину Липатти. Почтовая марка Румынии 1981 год.

Игра Липатти почитается как достигшая последних степеней сочетания личностной целостности пианиста с возможностями той пианистической техники, которую он использовал в поисках музыкального совершенства. Особо отмечаются его интерпретации Шопена, Моцарта и Баха, но среди его записей также произведения Равеля, Энеску, Листа (включая Концерт № 1), Шумана (включая Концерт), Грига (включая Концерт). Запись вальсов Шопена до сих пор популярна у любителей классической музыки.
Музыка Бетховена была редким гостем в творчестве Липатти, однако он дважды исполнял 5-й Концерт Бетховена в Бухаресте в сезоне 1940-41 года и даже заявил о готовности записать его для EMI в 1949 году.

## Значение
Исполнительская сила, красота и искренность записей Дину Липатти продолжают вдохновлять пианистов и любителей музыки во всем мире.
С позиций сегодняшнего дня несколько странной можно найти манеру Дину Липатти разыгрываться перед началом исполнения. Требуется некоторый навык, чтобы понять, когда уже пианист приступал к основному исполнению произведения, поскольку паузы у него практически не бывало.